# Amants maudits
 (avril 2025).

L'expression « amants maudits » a été inventée dans Roméo et Juliette de Shakespeare.

L'expression « amants maudits » traduit de l'anglais « star-crossed lovers » fait référence à deux personnes dont l'union ne peut exister ou demeurer pour des raisons inconnues. Elle signifie que l'union du couple est sous le signe « d'étoiles contraires » et donc contrecarrée par les « astres » ou les « cieux » (métaphore pour parler des dieux). D'origine astrologique, l'expression provient de la croyance selon laquelle la position des étoiles régissait le destin des gens, et est surtout connue grâce à la pièce Roméo et Juliette du dramaturge élisabéthain William Shakespeare. On dit souvent que de tels couples sont voués à l’échec dès le départ.
L'expression a été représentée pour la première fois dans le prologue de Roméo et Juliette de Shakespeare :« Des entrailles prédestinées de ces deux ennemies 
A pris naissance, sous des étoiles contraires, un couple d'amoureux »
Elle fait également référence au destin et à l'inéluctable croisement des chemins des deux personnages. La plupart du temps, l'expression dénote un dénouement malheureux, puisque la liaison de Roméo et Juliette s'est terminée de manière tragique. De plus, cela suggère que les amoureux se sont unis sans suffisamment de prévoyance ou de préparation ; qu'ils n'avaient peut-être pas une connaissance suffisante l'un de l'autre ou qu'ils étaient guidés par la passion plutôt que par la raison.

## Exemples classiques

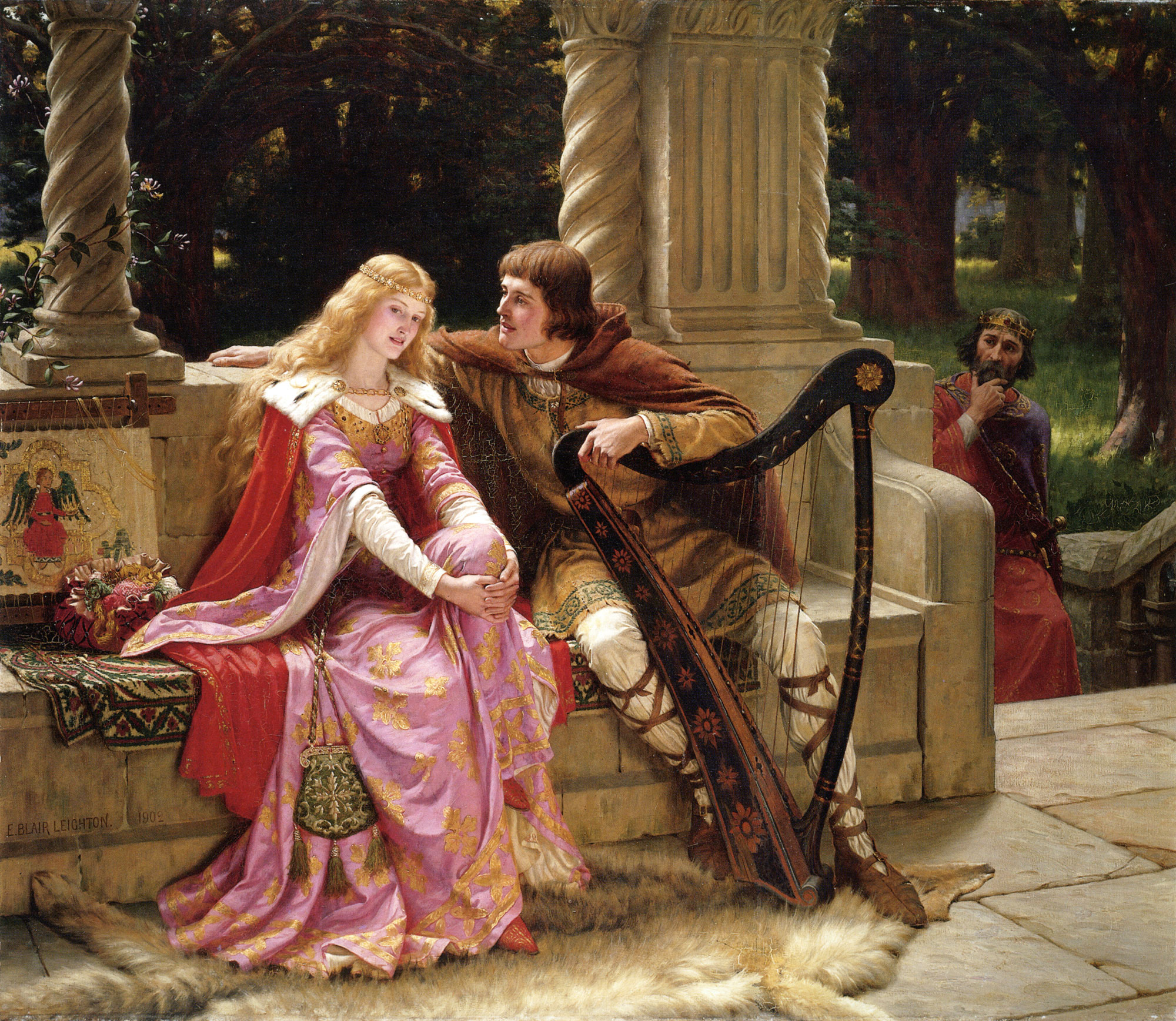
Tristan et Iseult

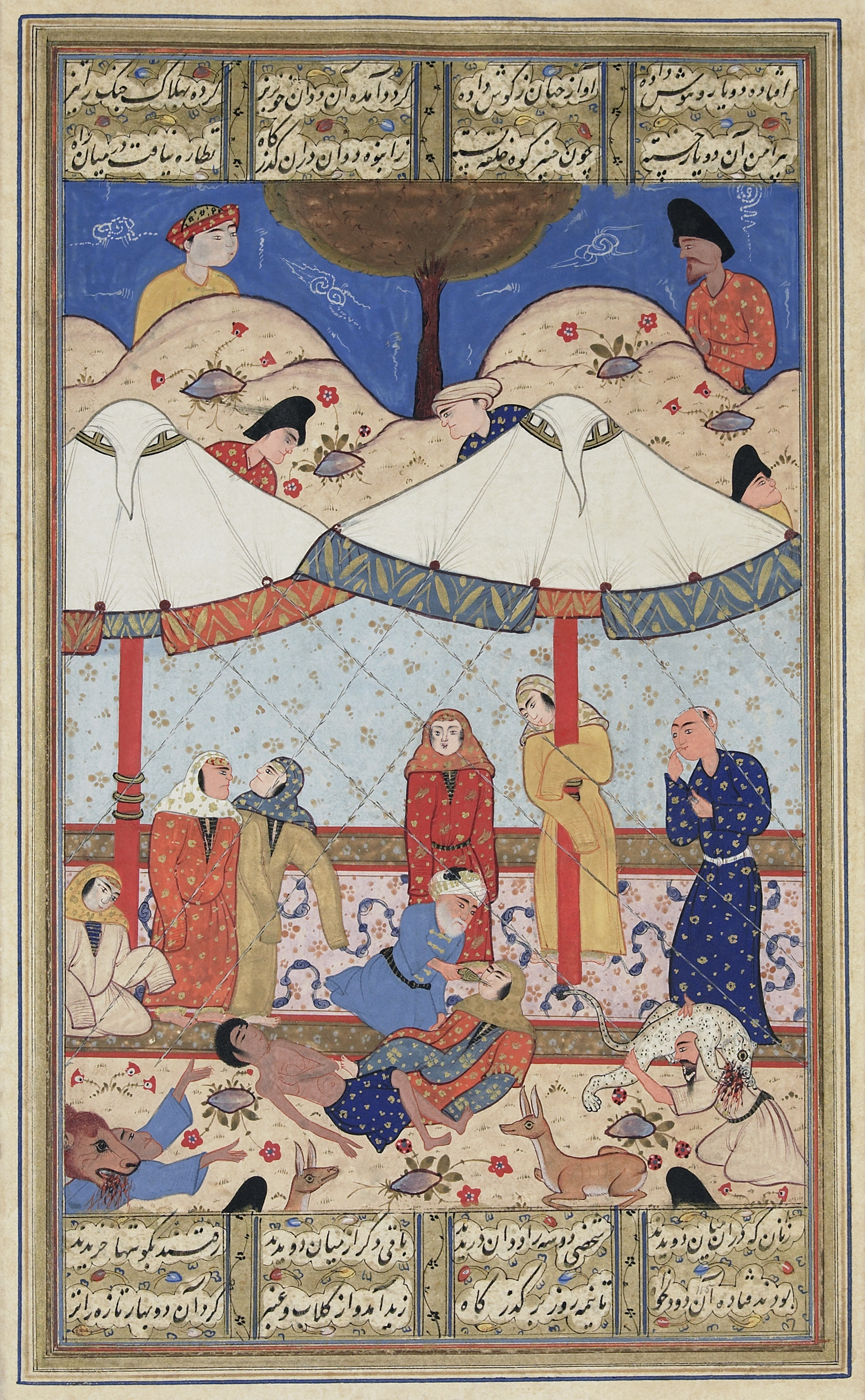
Layla et Majnun

Les exemples célèbres d'amants maudits varient dans les œuvres écrites. Pyrame et Thisbé sont généralement considérés comme la source de Roméo et Juliette, et sont représentés dans Le Songe d'une nuit d'été, également écrit par William Shakespeare.
Les Hauts de Hurlevent, qui est considéré comme l'une des plus grandes histoires d'amour de la littérature, est un récit d'amour passionné mais compromis entre Catherine Earnshaw et Heathcliff, dont le récit montre comment cette passion finit par les détruire, ainsi que ceux qui les entourent.
Dans l'Énéide de Virgile, le prince troyen exilé Énée ainsi que Didon, reine de Carthage, tombent passionnément amoureux mais les dieux ordonnent à Énée de partir en Italie. Didon, rejetée, finit par se suicider. À l'époque il était évident pour le lectorat de Virgile que cet amour était voué à l'échec, puisque les descendants d'Énée et de Didon – les Romains et les Carthaginois – deviendraient finalement des ennemis mortels.
Lancelot, un chevalier de confiance de la Table ronde du roi Arthur, et Guenièvre, la reine de Camelot et épouse d'Arthur, étaient eux aussi des amants maudits. Dans certaines versions du récit, elle est instantanément assaillie d'une passion dévorante pour lui, et lorsqu'ils consomment leur passion adultère, c'est un acte qui ouvre la voie à la chute de Camelot et à la mort d'Arthur.
La légende de Tristan et Iseult (également connue sous le nom de Tristan et Isolde) est une tragédie romantique qui a grandement influencé le monde de la littérature depuis sa parution au XIIe siècle, et qui a connu de nombreuses réécritures et variantes. Elle traite également d'un amour adultère entre deux amants, amour prédestiné à échouer et à provoquer de nombreux malheurs. Bien que les détails de l’histoire diffèrent d’un auteur à l’autre, la structure générale de l’intrigue reste sensiblement la même.
Pedro du Portugal et Inês de Castro ont partagé un amour véritable mais tragique au XIVe siècle portugais. Les circonstances dramatiques de leur relation ont fait de leur histoire un sujet fréquent d'art, de musique et de théâtre à travers les âges. En effet, leur amour, interdit par le père de Pedro, le roi Afonso IV, conduit au meurtre d'Inês sur ordre de celui-ci. La légende dit que Pedro se vengea les assassins de sa bien-aimée et couronna son corps exhumé.
Héro et Léandre est un mythe grec racontant l'histoire d'Héro (grec : Ἡρώ) — une prêtresse d'Aphrodite qui habitait dans une tour à Sestos, au bord de l'Hellespont — et de Léandre (grec : Λέανδρος), un jeune homme d'Abydos, de l'autre côté du détroit. Léandre, terriblement amoureux d'Héro, traversait chaque nuit l'Hellespont à la nage pour être avec elle, avec l'aide d'une lampe qu'allumait Héro au sommet de sa tour pour guider son chemin. Lors d'un orage, la lampe s'éteignit et Léandre sombra dans les fonds marins. Lorsque la mer rejeta son corps le lendemain, Héro se suicida en se jetant du haut de sa tour.
Pelléas et Mélisande est une pièce symboliste de Maurice Maeterlinck sur l'amour interdit et voué à l'échec de Mélisande envers Pelléas, le frère de son mari. Un mythe classique, sujet commun de l'art à l'époque de la Renaissance et du baroque.
Troïlus et Cressida est une tragédie de Shakespeare, qui aurait été écrite vers 1602. La pièce (également décrite comme l'une des pièces à problèmes de Shakespeare) n'est pas une tragédie conventionnelle, puisque son protagoniste, Troïlus, ne meurt pas. La pièce se termine plutôt sur une note très sombre avec la destruction de l'amour entre Troïlus et Cressida ainsi que la mort du noble Troyen Hector dont la dépouille est traînée par un char conduit par Achille à travers toute la ville.
Vénus et Adonis est également un mythe classique de la Renaissance relatant comment Vénus se jura ironiquement de protéger Adonis, le magnifique enfant mis au monde par une femme qu'elle avait pourtant maudite. Après la naissance du petit garçon, elle le confia à Proserpine qui résidait dans les Enfers aux côtés de Pluton. Quand Adonis devint adulte, Proserpine s'enticha de lui et refusa de le rendre à Vénus. Ainsi, Jupiter arbitra le litige en scindant l'année en 3 parties, contraignant Adonis à passer 4 mois avec Proserpine, 4 mois avec Vénus et de disposer des 4 mois restants comme il le voulait. Adonis, qui préférait la compagnie de Vénus, passait perpétuellement le reste de son année avec elle. Un jour, au cours d'une partie de chasse, Adonis fut attaqué par un sanglier et mourut tragiquement dans les bras de Vénus qui tenta de le sauver grâce à son nectar, en vain. Le sol fut imprégné du sang d'Adonis mêlé au nectar de Vénus, et de ce mélange naquit la fleur d'anémone.
Heer Ranjha est l'un des quatre romans tragiques populaires du Pendjab, dépeignant la tragique histoire de deux amants de clans opposés.

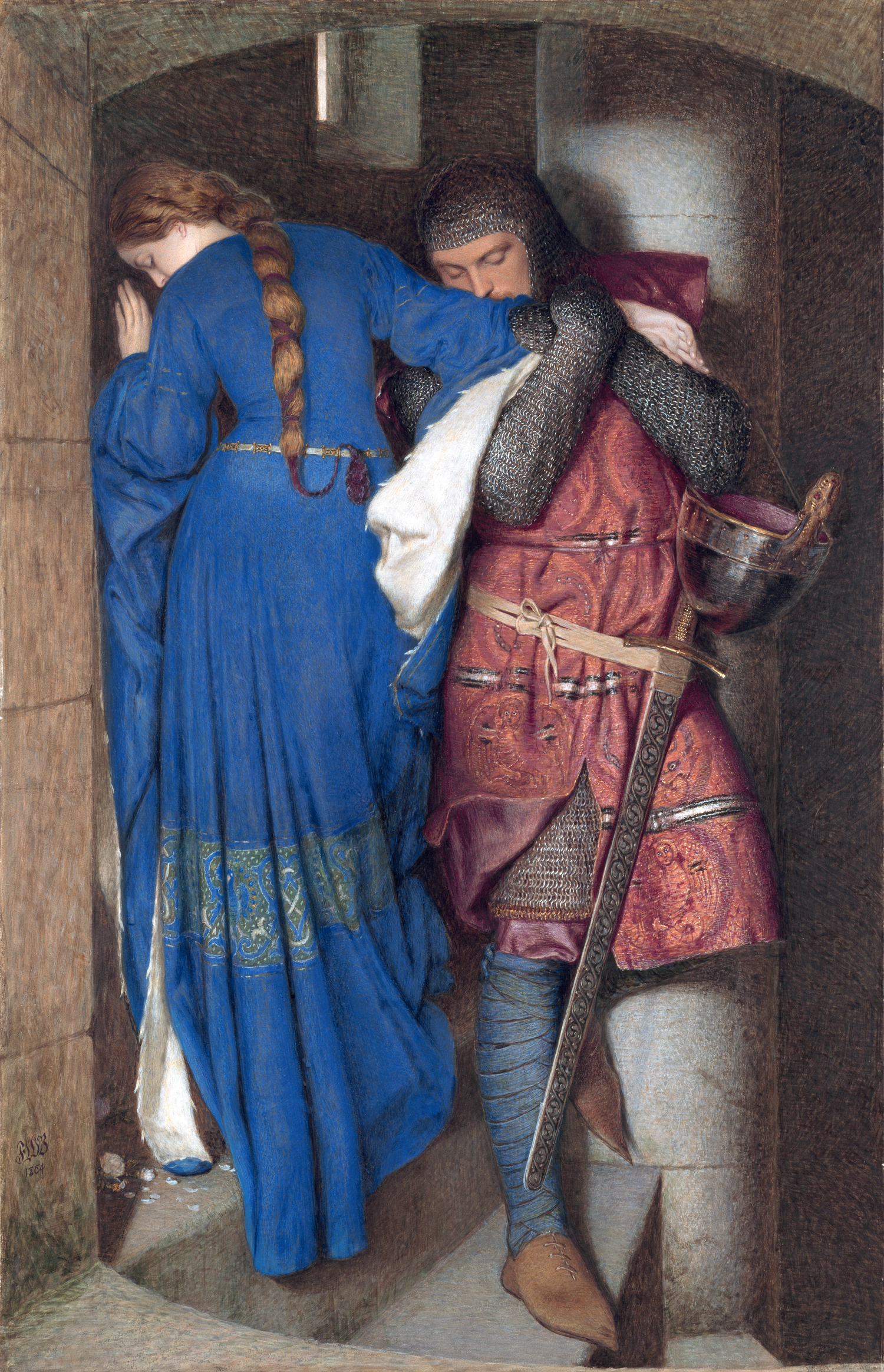
Hellelil et Hildebrand

Popocatépetl et Iztaccíhuatl font référence à un certain nombre d'explications mythiques et folkloriques des origines des volcans Popocatépetl (« la montagne fumante ») et Iztaccíhuatl (« femme blanche » en nahuatl, parfois appelée la Mujer Dormida « femme endormie » en espagnol)  qui surplombent la vallée de Mexico.
Layla et Majnun (du poète persan Nizami Ganjavi) est une histoire d'amour arabe classique. Le récit se base sur l'histoire réelle d'un jeune homme appelé Qays ibn al-Mulawwah, originaire de la péninsule arabique à l'époque omeyyade au cours du VIIe siècle. Il y avait deux versions arabes de l'histoire à l'époque. Dans une version, il a passa sa jeunesse avec Layla, à garder leurs troupeaux et tomba progressivement amoureux d'elle. Dans l'autre version, en voyant Layla, il subit un coup de foudre. Dans les deux versions, cependant, il devint fou lorsque son père l'empêcha de l'épouser ; c'est pour cette raison qu'il fut appelé Majnun Layla, qui signifie « Rendu fou par Layla ». On attribue à cette œuvre une grande variété de poèmes arabes romantiques incroyablement passionnés, et elle est considérée comme l'un des plus grands exemples de l'école Udhari.
Les Amants Papillons est une légende chinoise sur la romance tragique entre deux amoureux, Liang Shanbo et Zhu Yingtai. La légende est parfois considérée comme l’équivalent chinois de Roméo et Juliette, représentant également deux amants séparés par le destin mais réunis dans la mort,.
D'autres amants classiques maudits incluent Devdas et Paro (Parvati) dans Devdas, Paris de Troie et Hélène de Sparte dans L'Iliade, Œdipe et Jocaste dans Œdipe Roi, Marc Antoine et Cléopâtre à l'époque de l'Empire romain, Khosrow et Shirin à l'époque de la Perse sassanide, Héloïse et Pierre Abélard au Moyen Âge, et l'empereur Jahangir et Anarkali, Cyrano et Roxane dans Cyrano de Bergerac, Hagbard et Signy, et Maratha Peshwa (Premier ministre) Bajirao et Mastani à l'apogée de l'Empire marathe.

## Exemples modernes
Les émissions de télévision aux heures de grande écoute ont présenté plusieurs amants maudits, dont les histoires furent également qualifiées d'histoires d'amour notables et « inoubliables ». IGN considère Buffy Summers et Angel de Buffy contre les vampires comme l'un des couples les plus tragiques et les plus remarquables du genre. Les adieux du Docteur à sa compagne Rose Tyler dans Doctor Who ont été nommés l'une des plus grandes scènes d'amour de la science-fiction. Cole Turner et Phoebe Halliwell de Charmed, Michael et Nikita de La Femme Nikita, Kara Thrace et Lee Adama de Battlestar Galactica, Clark Kent et Lana Lang de Smallville, ainsi que Lucas Scott et Peyton Sawyer de One Tree Hill sont d'autres couples d'amants maudits notables du genre,,,,. Le commandant Lexa et Clarke Griffin de la série télévisée The 100 sont également considérés comme des amants maudits, tout comme Nancy et Ace dans Nancy Drew.
Au cinéma ou dans les romans et livres modernes, des couples maudits comme Jack Dawson et Rose DeWitt Bukater de Titanic, Landon Carter et Jamie Sullivan de « A Walk to Remember », Anakin Skywalker et Padmé Amidala et Kylo Ren et Rey de la saga Star Wars, Ennis Del Mar et Jack Twist de Brokeback Mountain, et Jake et Neytiri d' Avatar ont été inclus. Hazel Grace Lancaster et Augustus Waters, de Nos étoiles contraires (traduit de l'anglais « The Fault in our Stars, » référence directe à la dimension astrale de la malédiction du couple) sont également des amants maudits,,,,,.
Dans les feuilletons télévisés, les exemples modernes d'amoureux maudits incluent des couples tels que Cliff Warner et Nina Cortlandt, JR Chandler et Babe Carey et Bianca Montgomery et Maggie Stone de La Force du destin,,. En 2008, un feuilleton de téléréalité en ligne a été créé sur le concept des amants maudits. Dans cette émission nommée Starcrossed, l'astrologue de Fox News Greg Tufaro prend un couple en crise et les sépare pendant un cycle de la lune. Chacun est ensuite mis en relation avec des individus qui leur correspondent mieux sur le plan astrologique. La question « L'amour est-il écrit dans les étoiles ? »  se pose ainsi dans la série, avec le couple qui décide lors du 28e jour de leur séparation s'ils resteront ensemble ou demeureront séparés.
Dans les bandes dessinées, la décision de Marvel Comics de tuer Gwen Stacy, la petite amie de Spider-Man, a fait d'eux deux amants maudits - même si ce n'était pas l'intention initiale.
Les jeux vidéo ont également présenté des couples maudits dans différents genres, en particulier les jeux vidéo de rôle : Cloud Strife et Aerith Gainsborough de Final Fantasy VII ont été cités comme une histoire d'amour maudite bien connue,,. Tidus et Yuna de Final Fantasy X ont également été appelés amants maudits. Zero et Iris de Mega Man X4 sont un autre exemple notable.
Jaune Arc et Pyrrha Nikos de la série Web animée RWBY pourraient également être classés comme des amants maudits, car le sens du devoir de Pyrrha et sa croyance en son destin l'ont amenée à sacrifier sa vie après avoir avoué son amour à Jaune.